# Vigonovo
Vigonovo település Olaszországban, Veneto régióban, Velence megyében. Lakosainak száma 9835 fő (2023. január 1.). Vigonovo Fosso, Noventa Padovana, Padova, Sant’Angelo di Piove di Sacco, Saonara és Stra községekkel határos.

## Népesség
A település népességének változása:

| 2018 | 9 998 |
| 2023 | 9 835 |